# Canada’s Cup

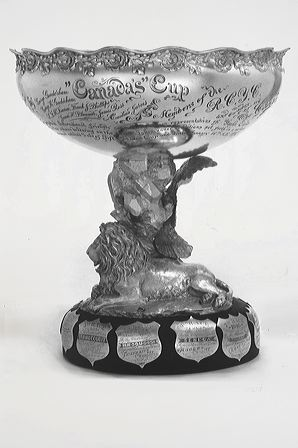
Der Canada’s Cup ist eine silberne Trophäe, der Stützsockel zeigt einen Löwen und einen Adler

Der Canada’s Cup ist ein Silberpokal, der im Winter 1895/96 gestiftet und erstmals 1896 ausgetragen wurde für den Sieger einer Match Race Serie zwischen einer Yacht, die einen kanadischen Yachtclub vertritt, und einer, die einen US-amerikanischen Club vertritt, beide an den Great Lakes gelegen.

## Geschichte des Cups

### Die Anfänge
Im Jahr 1895 forderte der Lincoln Park Yacht Club (LPYC) in Chicago, [fusioniert 1920 mit dem Chicago Yacht Club (CYC)] den Royal Canadian Yacht Club (RCYC) in Toronto zu einer Reihe von Rennen heraus, die im Sommer 1896 auf „neutralen“ Gewässern ausgetragen werden sollten. Mehrere Städte wetteiferten um die Durchführung des Wettbewerbs in ihren Gewässern. Der Gewinner war die Stadt Toledo (Ohio), die eine von Tiffany & Co. hergestellte Silber-Trophäe und ein Preisgeld von 1.500 US-Dollar (über 31.000 US-Dollar in heutiger Kaufkraft) stiftete.

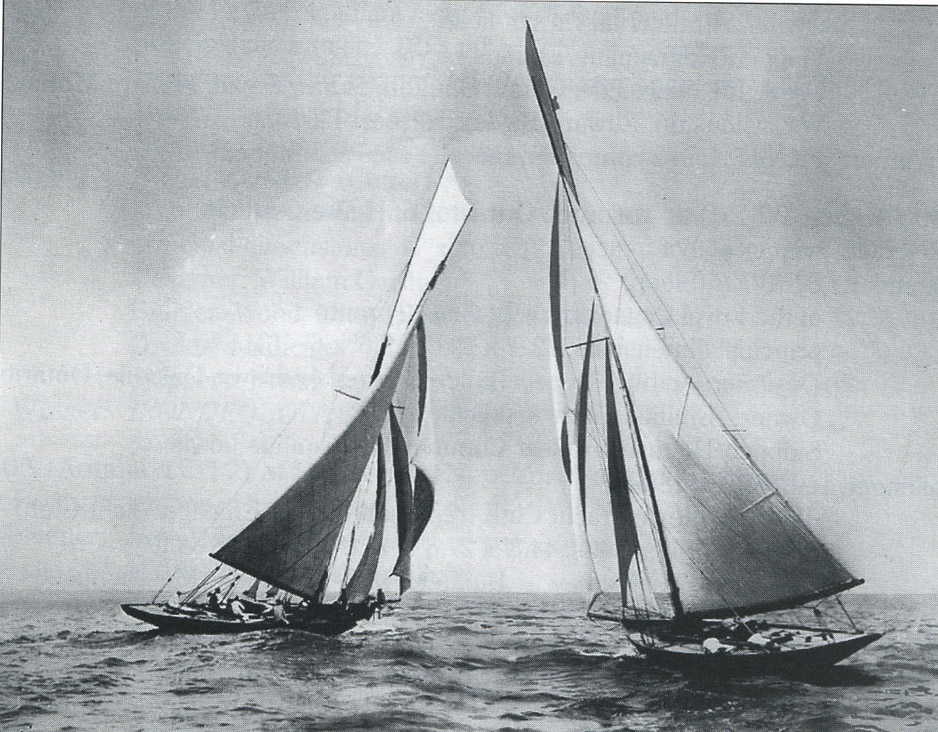
Die von Aemilius Jarvis gesteuerte Yacht Canada (links) kreuzt mit Vencedor am Eriesee in der Nähe von Toledo (Ohio) in der kanadischen Cup-Rennserie 1896, aus der Canada als Sieger hervorging.

Die amerikanische Yacht Vencedor, die zum Zeitpunkt der Herausforderung bereits fertig, war ein 63-Fuß-Cutter, geführt von Skipper Thorwald S. Poekel, dem ehemaligen Chefzeichner der renommierten Herreshoff Manufacturing Company. Der kanadische Verteidiger war der 57-Fuß-Cutter Canada, der von William Fife III. entworfen wurde. Im Sommer 1896 segelten beide Yachten in Begleitung nach Toledo, auf dem Weg dorthin lieferten sie sich Rennen gegen andere Yachten und sorgten für Aufregung.
Yacht Canada gewann das erste Rennen bei mäßigem Wetter. Der folgende Tag brachte starken Wind und Regen. Der Skipper der Vencedor wollte ein wertvolles Großsegel nicht starkem Wind und Regen aussetzen und bat um einen Ruhetag. Als der kanadische Skipper Aemilius Jarvis erkannte, wie benachteiligt sein Schiff bei schwerem Wetter sein würde, stimmte er der Verschiebung zu. Am nächsten Tag milderte sich das Wetter und Canada gewann die Serie mit zwei Siegen in Folge und Jarvis erhielt das Preisgeld und den Pokal.
Jarvis und sein Syndikat haben den Pokal dann dem Royal Canadian Yacht Club gestiftet „als ewigen Herausforderungspokal für einen freundschaftlichen Wettbewerb zwischen Vertretern von Yachtclubs der beiden an die Großen Seen angrenzenden Nationen“ Jarvis segelte noch vier Mal als Verteidiger und Herausforderer um den Pokal, bevor er das Ruder an ein anderes RCYC-Mitglied abgab.

### Wechselnde Bootsklassen im Cup
Von 1930 bis 1954 wurden die Rennen mit 8mR-Yachten ausgetragen. Bis 2001 waren die Pokalrennen ein Test für die Fähigkeit des Herausforderers (englisch challenger) und des Verteidigers (englisch defender), der Fähigkeit eine Yacht nach den geltenden Vermessungsvorschriften zu entwerfen und zu bauen und diese Yacht zum Sieg zu segeln.
Von 2001 bis 2011 wurden Cup-Herausforderungen in Yachten der Einheitsklasse Farr 40 (Design: Bruce Farr) gesegelt. Die Wahl dieses Designs sicherte den Besitzern nicht nur zu, am Ende der Serie ein weiter nutzbares Boot zu haben, sondern konzentrierte den Wettbewerb auch auf das Segelkönnen der Besatzung und ihre taktischen Fähigkeiten.
In Vorbereitung auf die Herausforderung 2016 stellte das Leitkomitee fest, dass sowohl potenzielle Herausforderer als auch Verteidiger nicht bereit waren, mit diesem Boot zu konkurrieren. Da kein geeignetes zeitgenössisches One-Design-Produktionsboot die beiden Kriterien Leistung und Prestige erfüllte, kürte das Komitee die 8-Meter-Klasse (8mR), die internationale Meterformel. Diese Vermessungsformel war schon in den Herausforderungen von 1930, 1932 und 1934 verwendet worden, und segelte zuletzt für den kanadischen Pokalwettbewerb im Jahr 1954. Moderne 8mR-Yachten sind leistungsstarke und hoch entwickelte Schiffe, die sich gut für den Rennsport eignen. Die Wahl war insofern erfolgreich, als drei Boote für das Herausforderungsrecht segelten und drei Boote teilnahmen, um als Verteidiger ausgewählt zu werden. Die 8-Meter-Weltmeisterschaft in Toronto drei Wochen vor dem kanadischen Pokalwettbewerb trug zur Generierung eines ungewöhnlichen Medieninteresse für beide Veranstaltungen bei.
Im Jahr 2018 verpflichtete sich der Royal Canadian Yacht Club (RCYC) zu einem Zeitplan von drei Wettbewerben in den Jahren 2020, 2022 und 2024, die in Yachten der IC37-Klasse von Melges gesegelt werden sollen.

## Der Pokal
Der Pokal ist eine Trophäe mit einer Höhe von etwa 30 cm (12 Zoll) ohne Sockel, die speziell für den grenzüberschreitenden Segelwettbewerb zwischen kanadischen und US-amerikanischen Yachten im Jahr 1896 hergestellt wurde. Es handelt sich um eine gravierte Schale, die innen vergoldet ist und deren reich verzierter Stützsockel einen Löwen und einen Adler darstellt.

## Bedingungen für den Cup-Wettbewerb

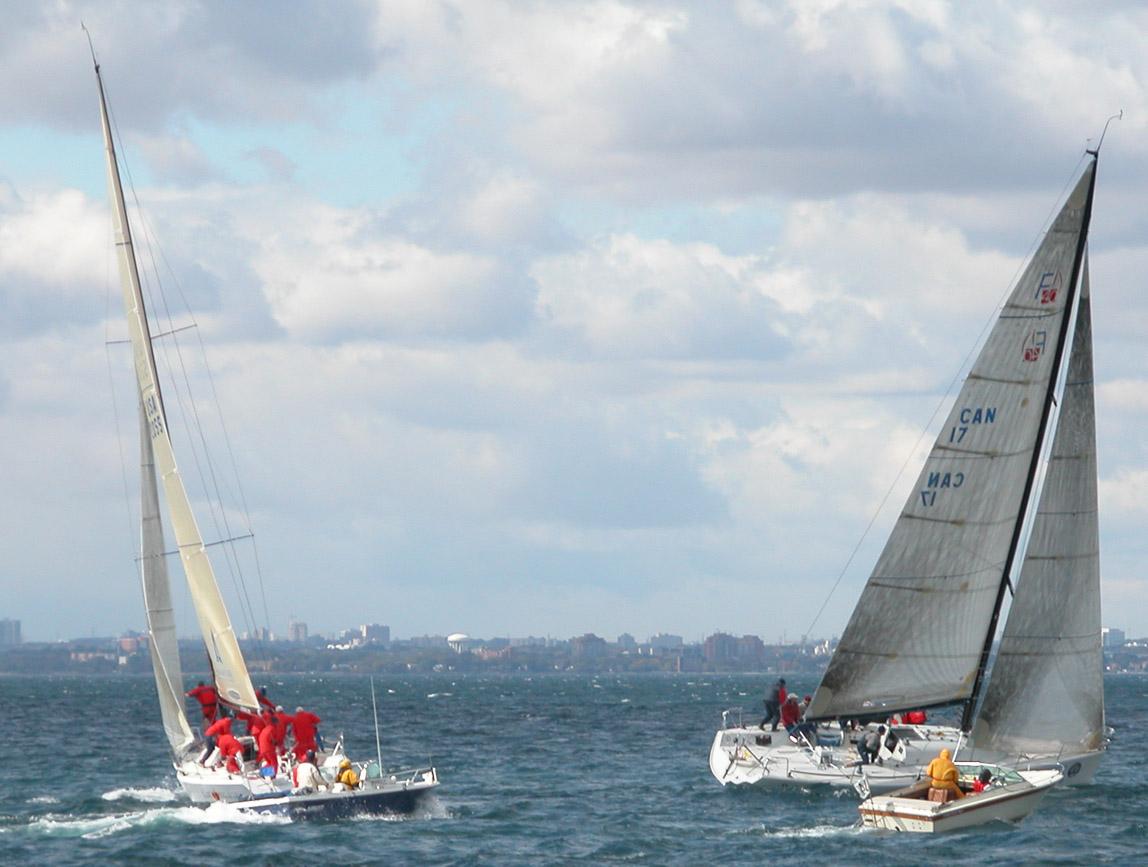
Defiant und Heartbreaker kreuzen sich im Canada’s Cup 2003, dicht gefolgt von Schiedsrichterbooten.

Eine Herausforderung muss grenzüberschreitend sein (ein US-Club darf weder einen US-Club noch darf ein kanadischer Club einen anderen kanadischen Club herausfordern), aber abgesehen von dieser Einschränkung kann jeder Yachtclub auf den Great Lakes eine Herausforderung an den derzeitigen Pokal-Halter abgeben. Sobald die Herausforderung angenommen wurde, muss der verteidigende Verein eine Verteidiger-Yacht aus dem Verein auswählen. Der Herausforderer muss jedoch seine Auswahl für jede Yacht von seiner eigenen Seite der Grenze aus öffnen. In einigen Jahren war das Ergebnis eine intensive Runde von Rennen auf beiden Seiten, um die Boote für die finale Serie auszuwählen.
Theoretisch ist die Wahl des Yachttyps das alleinige Vorrecht des Herausforderers. In der Praxis ist die Auswahl Gegenstand von Verhandlungen, um nicht nur ein geeignetes Schiff für den Wettbewerb zu finden, sondern auch die erheblichen Kosten zu begrenzen, um der Yacht eine respektable Lebensdauer zu ermöglichen. Dementsprechend wurden Yachten nach den jeweils geltenden, aber akzeptabel stabilen Vermessungsformeln (englisch Rule) konstruiert. Canada und Vencedor wurden nach der Seawanhaka-Rule entworfen. Nachfolgende Yachten wurden nach der Universal Rule, der Girth Rule, der The International Rule und der Cruising Club of America Rule, dann nach der International Offshore Rule und der MORC gebaut.

## Teilnehmer am Cup
| Jahr | Sieger         | Club                      | Skipper                        | Verlierer           | Club                      | Skipper             | Austragungsort |
| ---- | -------------- | ------------------------- | ------------------------------ | ------------------- | ------------------------- | ------------------- | -------------- |
| 1896 | Canada         | Royal Canadian Yacht Club | Aemilius Jarvis                | Vencedor            | Lincoln Park Yacht Club   | J. G. Barbour       | Toledo (Ohio)  |
| 1899 | Genesee        | Chicago Yacht Club        | C. G. Davis                    | Beaver              | Royal Canadian Yacht Club | Aemilius Jarvis     | Chicago        |
| 1901 | Invader        | Royal Canadian Yacht Club | Aemilius Jarvis                | Cadillac of Detroit | Chicago Yacht Club        | W. M. Hale Thompson | Chicago        |
| 1903 | Irondequoit    | Rochester Yacht Club      | Jas. Barr                      | Strathcona          | Royal Canadian Yacht Club | Aemilius Jarvis     | Toronto        |
| 1905 | Iroquois       | Rochester Yacht Club      | L. G. Mabbett                  | Temeraire           | Royal Canadian Yacht Club | E. K. M. Wedd       | Rochester      |
| 1907 | Seneca         | Rochester Yacht Club      | Addison G. Hanon               | Adele               | Royal Canadian Yacht Club | Aemilius Jarvis     | Rochester      |
| 1930 | Thisbe         | Rochester Yacht Club      | W. P. Barrows                  | Quest               | Royal Canadian Yacht Club | N. R. Gooderham     | Rochester      |
| 1932 | Conewago       | Rochester Yacht Club      | Wilmot V. Castle               | Invader II          | Royal Canadian Yacht Club | Walter Windeyer     | Rochester      |
| 1934 | Conewago       | Rochester Yacht Club      | Wilmot V. Castle               | Invader II          | Royal Canadian Yacht Club | Walter Windeyer     | Rochester      |
| 1954 | Venture II     | Royal Canadian Yacht Club | David Howard                   | Iskareen            | Rochester Yacht Club      | Howard Klitgard     | Rochester      |
| 1969 | Manitou        | Royal Canadian Yacht Club | P. R. Connolly & Gordon Fisher | Niagara             | Cleveland Yachting Club   | John Lovett         | Toronto        |
| 1972 | Dynamite       | Bayview Yacht Club        | Lloyd Ecclestone               | Mirage              | Royal Canadian Yacht Club | Gordon Fisher       | Toronto        |
| 1975 | Golden Dazy    | Bayview Yacht Club        | Don Criner                     | Marauder            | Royal Canadian Yacht Club | David Howard        | Detroit        |
| 1978 | Evergreen      | Royal Hamilton Yacht Club | Don Green                      | Agape               | Bayview Yacht Club        | Terry Kohler        | Detroit        |
| 1981 | Coug           | Royal Hamilton Yacht Club | Tony Ronza                     | Black Magic         | Bayview Yacht Club        | Mike Thompson       | Hamilton       |
| 1984 | Coug II        | Royal Canadian Yacht Club | Tony Ronza                     | Stars and Stripes   | Bayview Yacht Club        | Bill Martin         | Toronto        |
| 1988 | Challenge 88   | Bayview Yacht Club        | John Uznis                     | Steadfast AT&T      | Royal Canadian Yacht Club | Fred Sherratt       | Toronto        |
| 1994 | Champion Eagle | Bayview Yacht Club        | Wally Cross                    | Absolute            | Royal Canadian Yacht Club | Hans Fogh           | Detroit        |
| 2001 | Defiant        | Royal Canadian Yacht Club | Terry McLaughlin               | Saturn              | Bayview Yacht Club        | Robert Hughes       | Detroit        |
| 2003 | Defiant        | Royal Canadian Yacht Club | Terry McLaughlin               | Heartbreaker        | Macatawa Bay Yacht Club   | Robert Hughes       | Toronto        |
| 2007 | Heartbreaker   | Macatawa Bay Yacht Club   | Robert Hughes                  | Honour              | Royal Canadian Yacht Club | Alec Krstajic       | Toronto.       |
| 2010 | Convexity      | Chicago Match Race Center | Don Wilson                     | Vincere             | Port Credit Yacht Club    | Grant Hood          | Chicago        |
| 2011 | Vincere        | Royal Canadian Yacht Club | Grant Hood                     | Heritage            | Macatawa Bay Yacht Club   | Robert Hughes       | Macatawa Bay   |
| 2016 | Hollandia      | Royal Canadian Yacht Club | Bryan Gooderham                | Yquem               | Youngstown Yacht Club     | Adam Burns          | Toronto        |